# 岩本涼
岩本 涼（いわもと りょう、1997年2月11日 - ）は、日本の起業家、茶道家。
株式会社TeaRoom代表取締役CEO。株式会社中川政七商店社外取締役。世界に影響を与える30歳未満の30人を選出する「Forbes JAPAN 30 UNDER 30 2022」に続いて、Forbes 30 UNDER 30 Asia 2023 アート（Art & Style, Food & Drink）部門に選出された。

## 来歴
1997年千葉県浦安市に生まれる。
9歳の時に千家流派のひとつである茶道裏千家に入門し、2020年9月に岩本宗涼と茶名を拝命。2022年12月準教授に就任している。
2018年、21歳で株式会社TeaRoomを創業。その後、2020年、静岡県静岡市にて農地所有適格法人株式会社THE CRAFT FARMを共同で設立し、第一次産業への本格的に参画。衰退する日本茶産業に対する新たな取り組みとして、茶畑や日本茶工場の承継を続けている。
一般社団法人お茶協会が主催するTea Ambassadorコンテストにて門川京都市長より日本代表/Mr.TEAに任命。
世界経済フォーラム（ダボス会議）が任命する「Global Shapers」（グローバルシェイパーズ）」に選出された。

## 受賞
- Forbes JAPAN 30 UNDER 30 2022[7]　FOOD & DRINK（2022年8月）
- 世界経済フォーラム（通称：ダボス会議）が任命する「Global Shapers（グローバルシェイパーズ）」選出（2023年9月）
- Forbes 30 Under 30 Asia 2023[8]　アート（Art & Style, Food & Drink）部門（2023年5月）